# Vindula erota
Espèce
Vindula erota ou Croiseur commun.est une espèce de lépidoptères appartenant à la famille des Nymphalidae, à la sous-famille des Heliconiinae et au genre Vindula.

## Écologie et distribution
Il est présent à Ceylan, en Inde en particulier dans les Ghats de l'Ouest, dans la péninsule indochinoise, à Java, à Sumatra, au Sulawesi et aux Philippines.

### Biotope
Son habitat est la forêt tropicale.

## Description

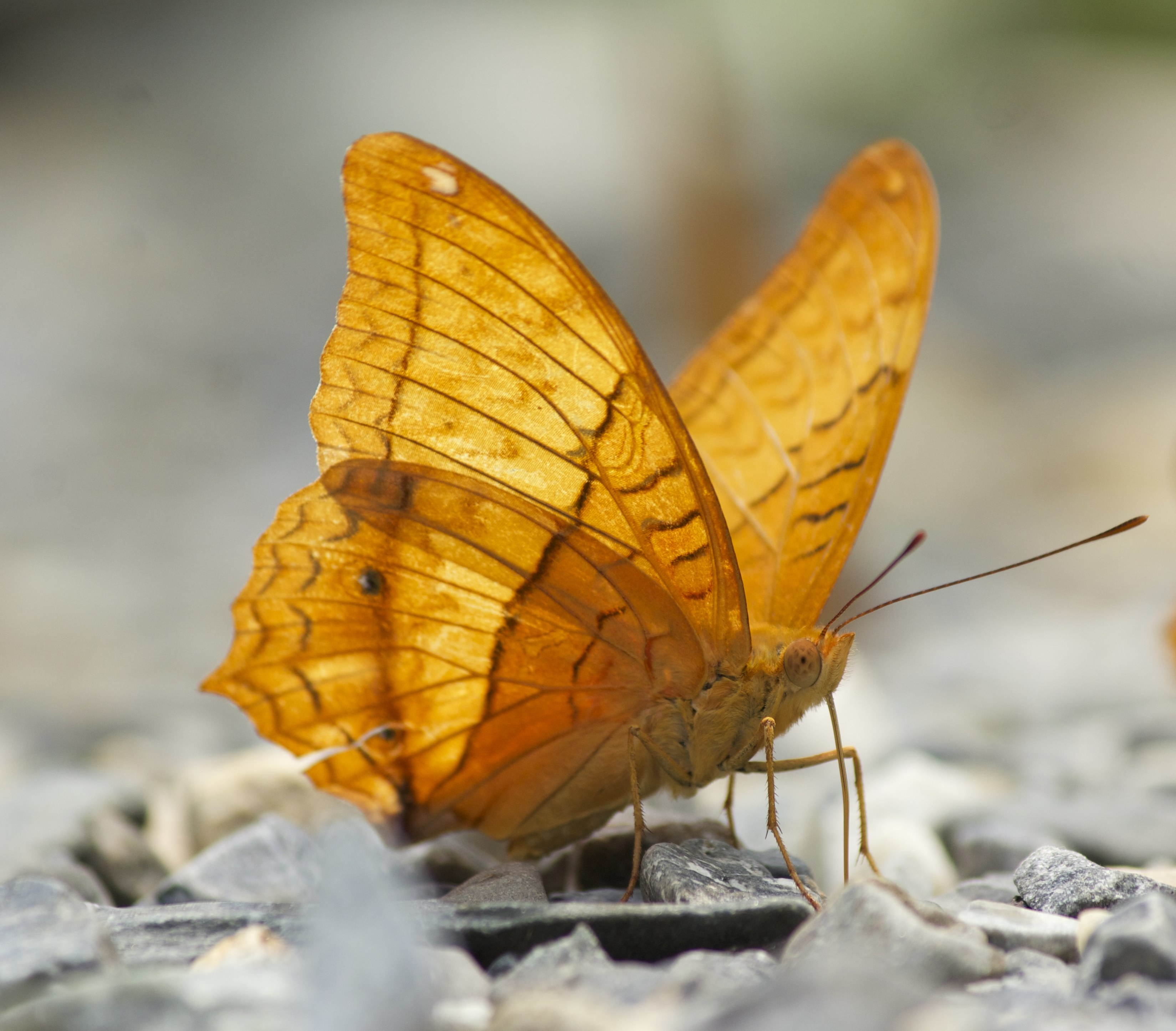
Bengale-Occidental, Inde

C'est un grand papillon orange ayant une envergure moyenne de 7 à 9,5 cm. 
Ce papillon présente un dimorphisme sexuel et un dimorphisme suivant la saison.

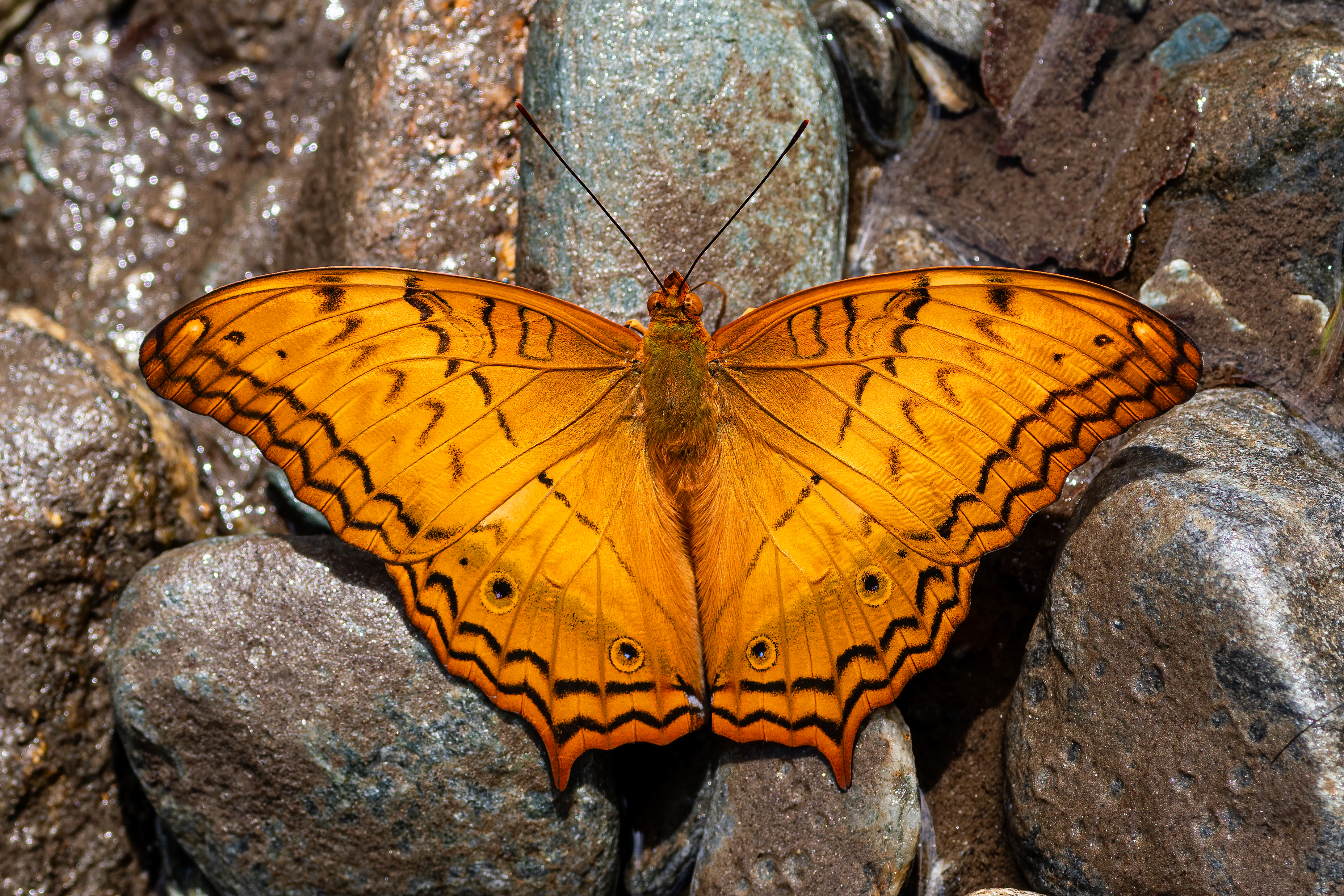
Mâle, ailes ouvertes
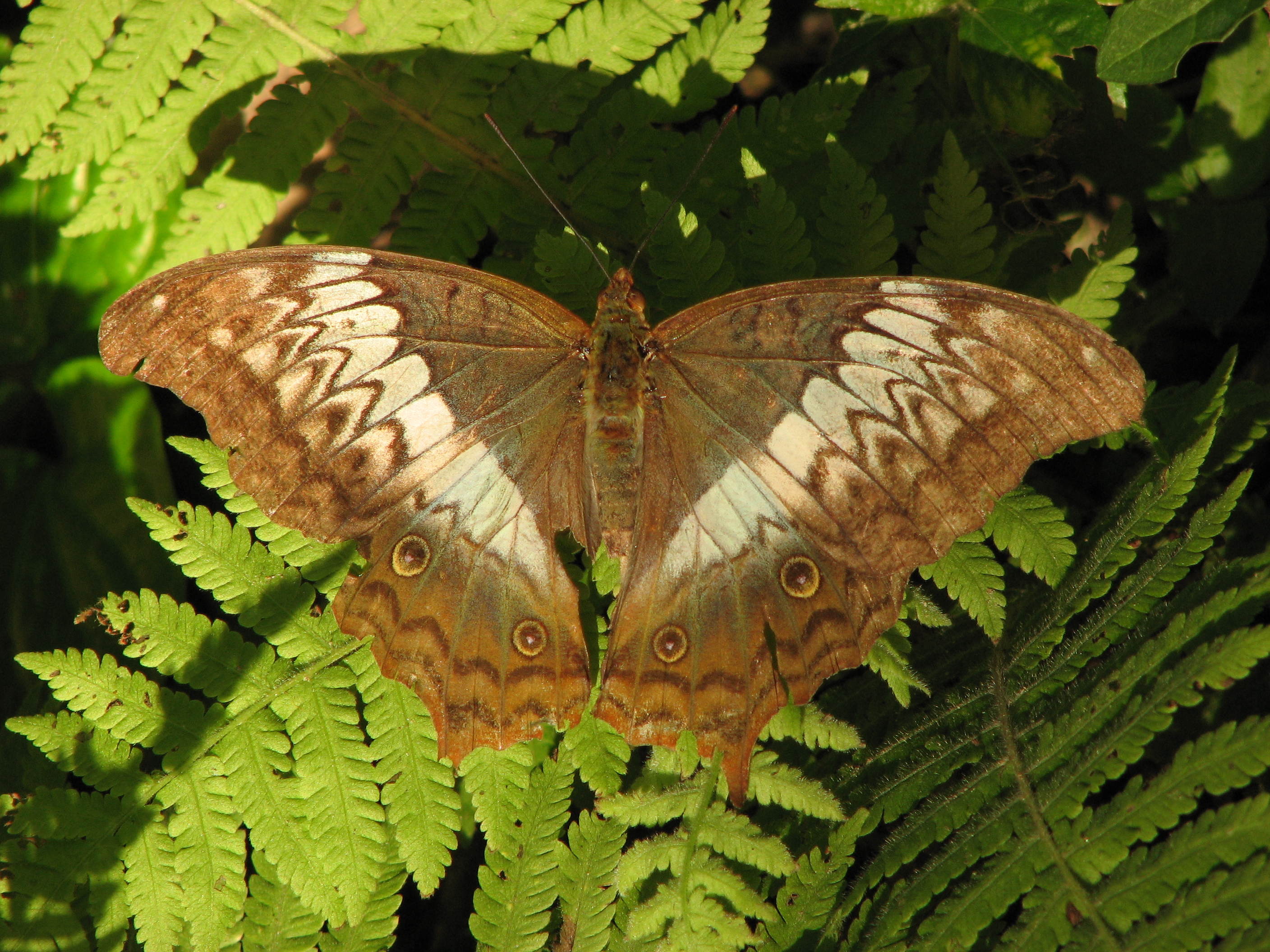
Femelle, ailes ouvertes

Les ailes du mâle ont un dessus de couleur orange vif, sont bordées d'une fine ligne marron et ornées de quatre petits ocelles marron aux postérieure, alors que celles de la femelle sont barrées d'une large bande blanche séparant un triangle bleu et une bordure grise aux antérieures, orange aux postérieures.
Durant la saison des pluies, les papillons sont plus grands et plus foncés que ceux de  la saison sèche.
Le papillon butine en particulier des fleurs de Lantana camara (Verbenaceae) et se nourrit parfois du jus de fruit pourrissant. Pour satisfaire ses besoins en sels minéraux, il recherche des excréments d'animaux et, s'il en a l'opportunité, il se pose sur la peau ou les vêtements des êtres humains pour en boire la sueur.

### Chenille
La chenille présente des anneaux jaunes séparés par de fines lignes noires et possède de grandes épines noires.

## Biologie

### Période de vol et hivernation
Présent toute l'année, ce papillon est présent en plus grand nombre de mai à septembre.

### Plantes hôtes
Les plantes hôtes sont diverses lianes de la famille des Passifloraceae dont des Adenia, Adenia cardiophytta, Adenia palmata et Adenia pierrieri, des Modecca et des Passiflora ou passiflores,.

## Dénomination
Vindula erota a été nommé par Johan Christian Fabricius en 1793.
Synonymes : Papillo erota, Fabricius 1793

### Noms vernaculaires
Vindula erota se nomme Cruiser en anglais.

### Sous-espèces
- Vindula erota erota
- Vindula erota asela Moore ;
- Vindula erota banta Eliot, 1956 ;
- Vindula erota battaka Moore ;
- Vindula erota boetonensis Jurriaanse et Lindemann ;
- Vindula erota chersonesia Pendlebury, 1939 ;
- Vindula erota gedeana Fruhstorfer ;
- Vindula erota montana Fruhstorfer ;
- Vindula erota orahilia Kheil ;
- Vindula erota pallida Staudinger ;
- Vindula erota ricussa Fruhstorfer ;
- Vindula erota saloma de Nicéville ;
- Vindula erota sulaensis Joicey et Talbot[4].